# Proveysieux
Proveysieux ist eine französische Gemeinde mit 519 Einwohnern (Stand: 1. Januar 2022) im Département Isère in der Region Auvergne-Rhône-Alpes (vor 2016 Rhône-Alpes). Sie gehört zum Arrondissement Grenoble, zum Kanton Grenoble-2 und zum Gemeindeverband Grenoble-Alpes-Métropole. Die Einwohner werden Proveyzards genannt.

## Geografie
Proveysieux liegt etwa acht Kilometer nordnordwestlich von Grenoble in der Südabdachung des Chartreuse-Massivs innerhalb des Regionalen Naturparks Chartreuse. An der südöstlichen Gemeindegrenze verläuft das Flüsschen Vence, in das hier sein Zufluss Tenaison einmündet. Der höchste Punkt im Gemeindegebiet ist mit 1845 m über dem Meer der Gipfel des Rocher de Chalves Umgeben wird Proveysieux von den Nachbargemeinden Saint-Pierre-de-Chartreuse im Norden und Nordosten, Sarcenas im Osten, Quaix-en-Chartreuse im Osten und Südosten, Saint-Égrève im Süden, Fontanil-Cornillon im Südwesten, Mont-Saint-Martin im Westen sowie Pommiers-la-Placette im Nordwesten.

## Bevölkerungsentwicklung
| Jahr                       | 1962 | 1968 | 1975 | 1982 | 1990 | 1999 | 2006 | 2012 | 2021 |
| -------------------------- | ---- | ---- | ---- | ---- | ---- | ---- | ---- | ---- | ---- |
| Einwohner                  | 210  | 218  | 260  | 355  | 469  | 479  | 511  | 508  | 517  |
| Quellen: Cassini und INSEE |      |      |      |      |      |      |      |      |      |

## Sehenswürdigkeiten
- Kirche Saint-Pierre, aus dem 12. Jahrhundert mit Umbauten aus dem 17. Jahrhundert
- altes Pfarrhaus, heutiges Rathaus
- Priorat in der Ortschaft  Chiaise

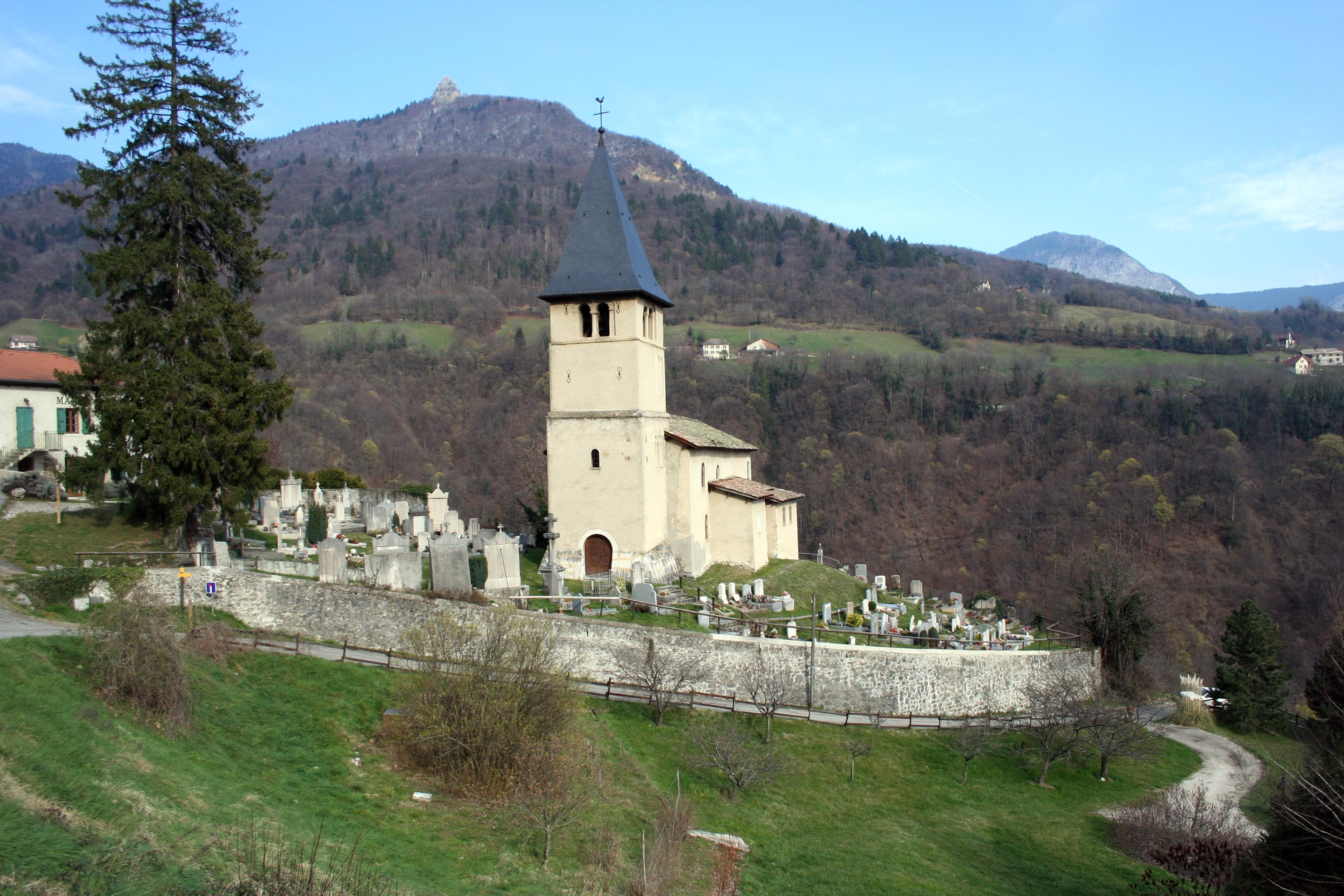
Kirche Saint-Pierre
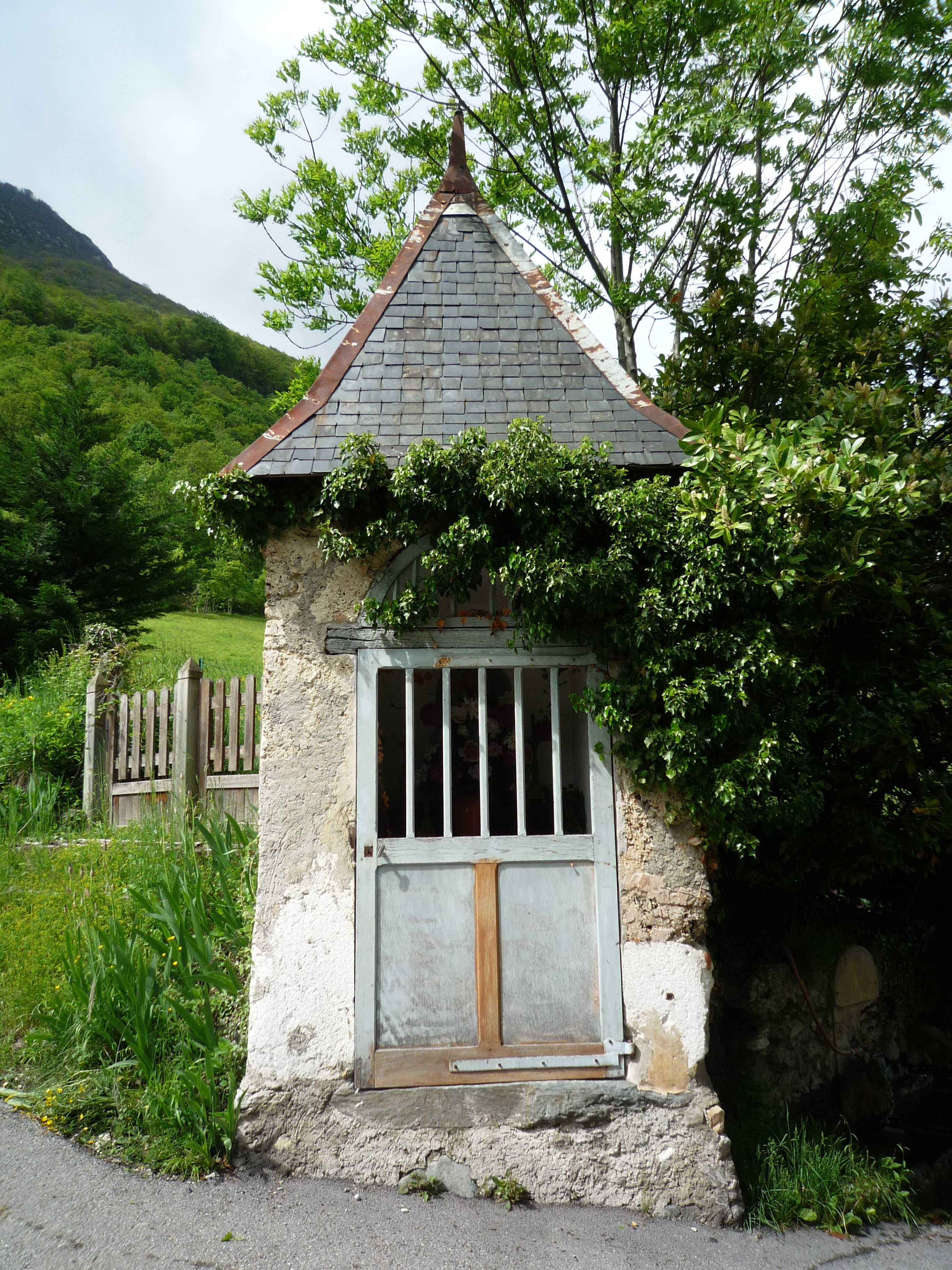
Überreste des Priorats
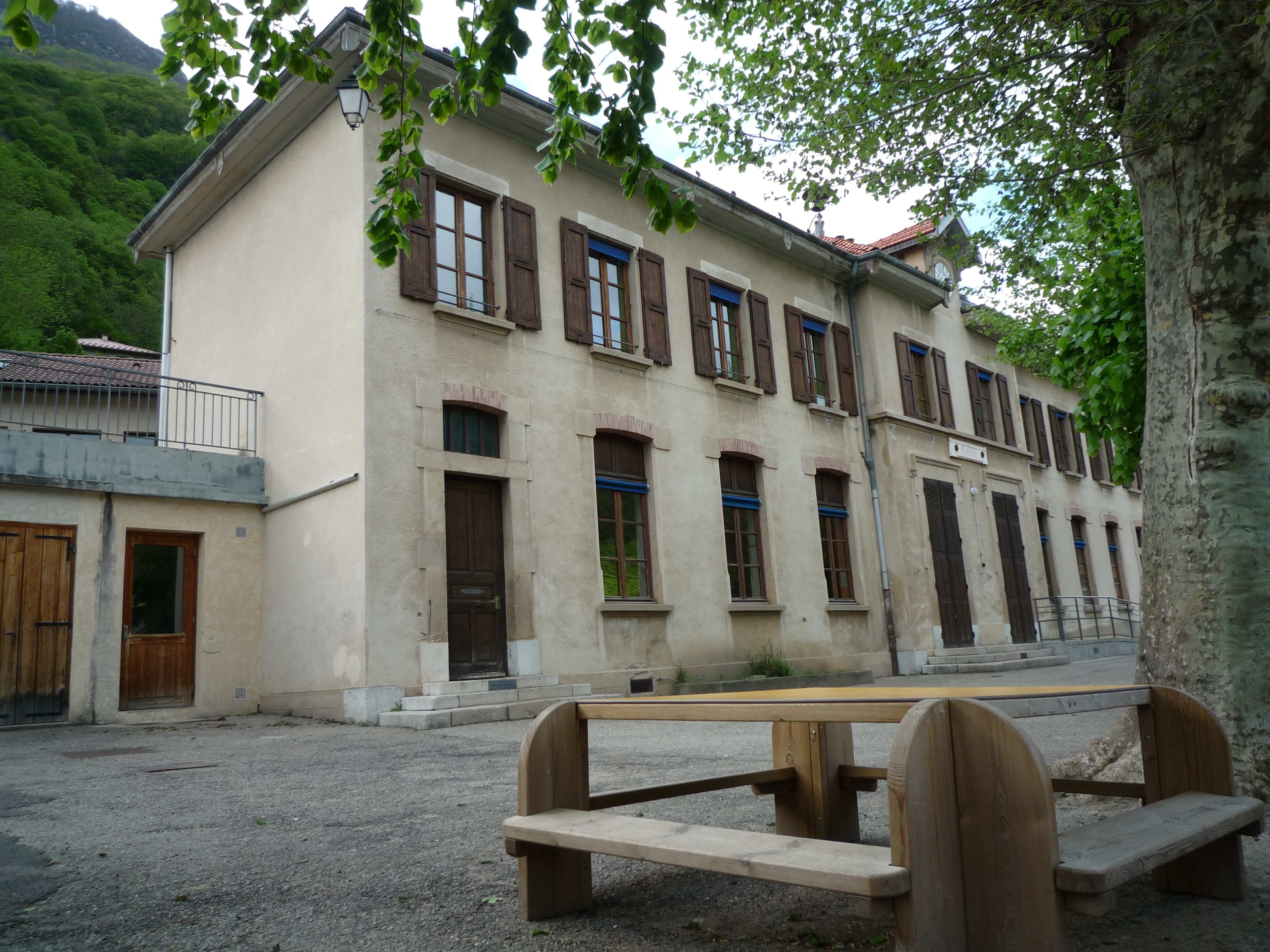
Schule
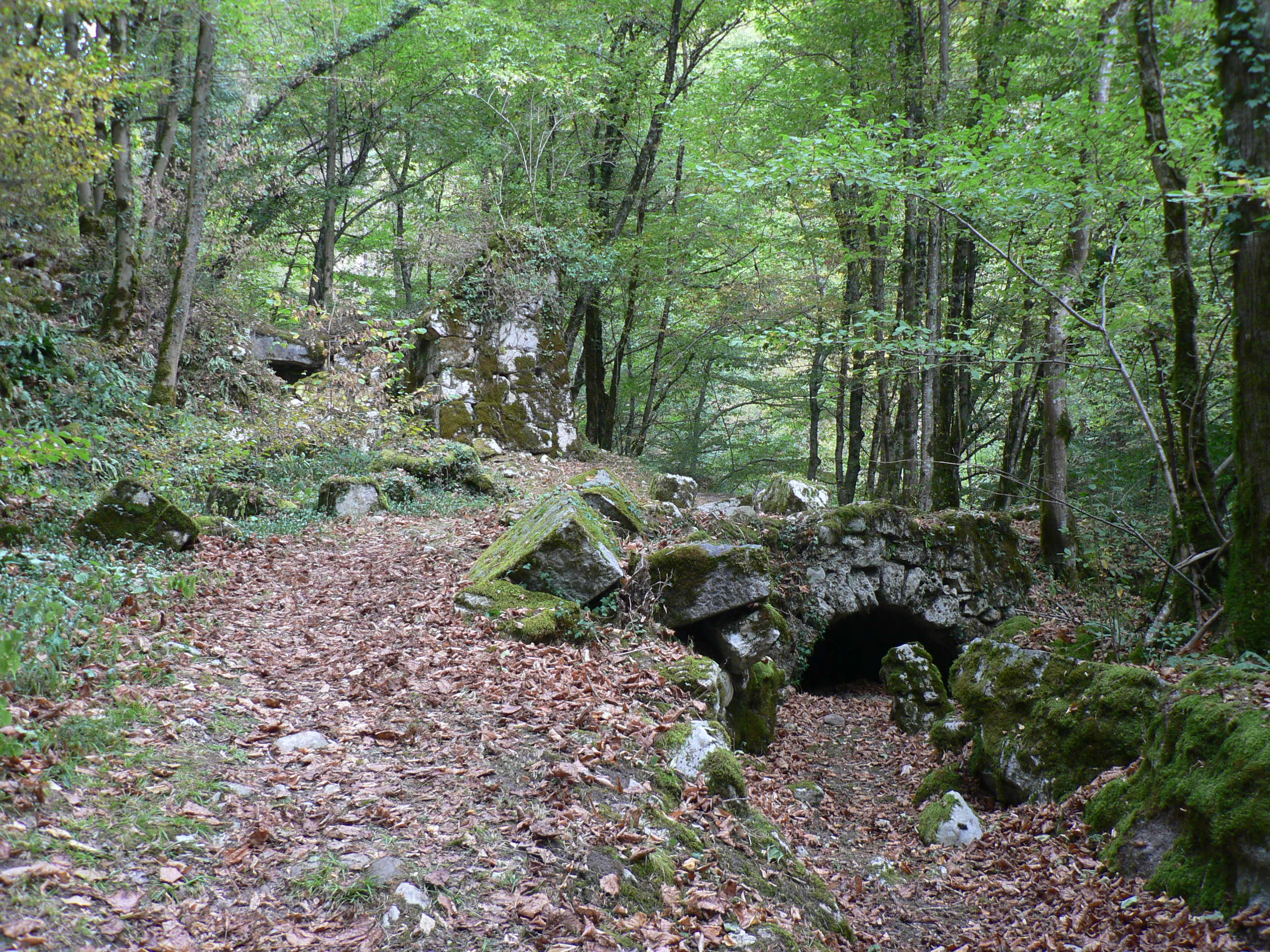
Ruinen der alten Wassermühle
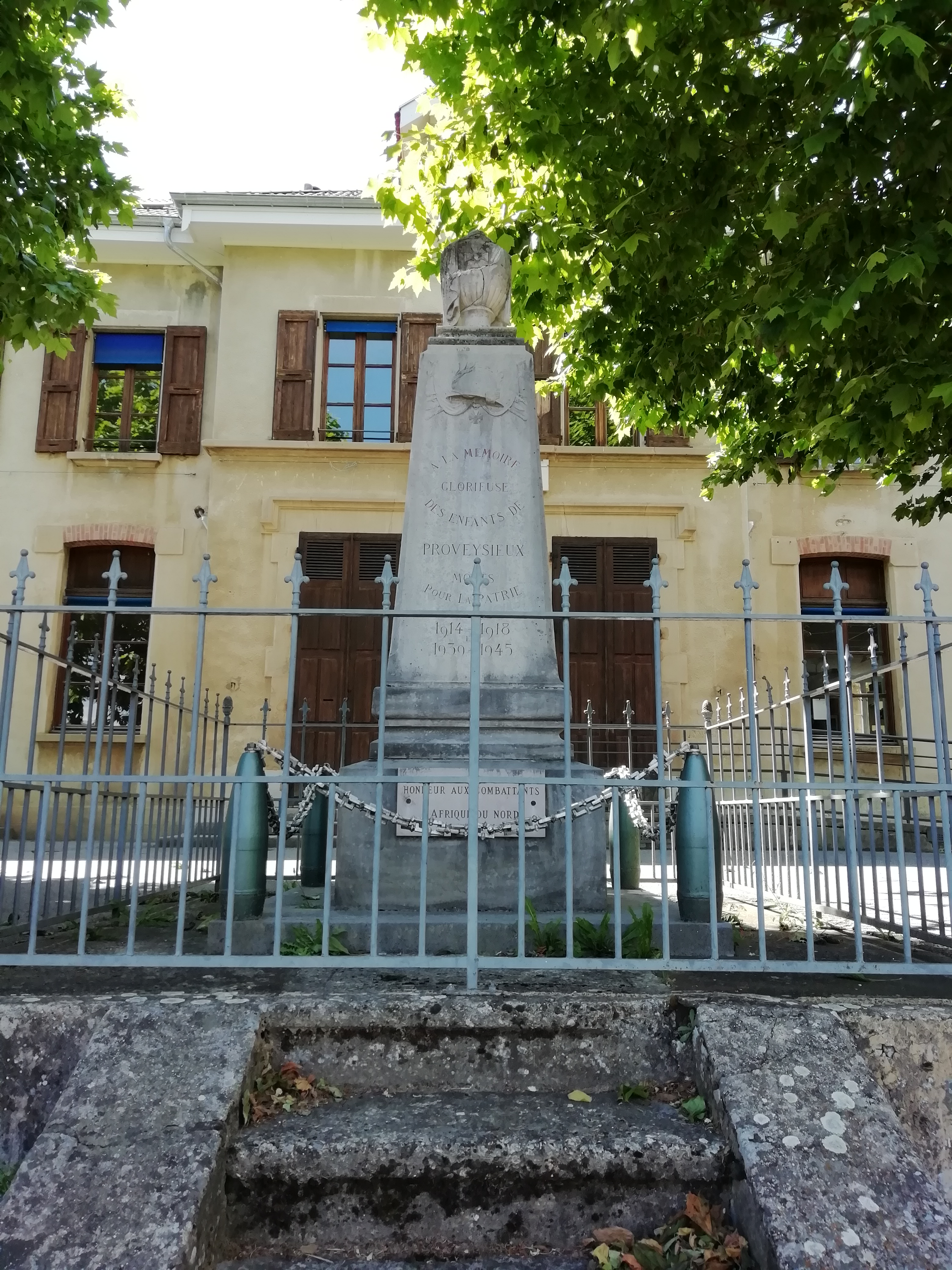
Gefallenendenkmal

## Persönlichkeiten
- Théodore Ravanat (1812–1883), Maler